# Billy Shields

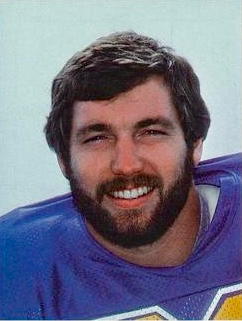
Foto do ex-jogador de futebol americano estadunidense Billy Shields.

Billy Shields é um ex-jogador profissional de futebol americano estadunidense.

## Carreira
Billy Shields foi campeão da temporada de 1984 da National Football League jogando pelo San Francisco 49ers.